# Blackrock Trail
Le Blackrock Trail est un sentier de randonnée américain situé à la limite du comté de Madison et du comté de Page, en Virginie. Protégé au sein du parc national de Shenandoah, ce court itinéraire donne accès à un sommet des montagnes Blue Ridge, le Blackrock, depuis le Big Meadows Campground et le Big Meadows Lodge.